# Categoría Primera C
La Categoría Primera C es un torneo de fútbol en Colombia, organizado por la División Aficionada del Fútbol Colombiano. El campeonato se disputó de manera continua entre 1991 y 2010, pero fue suspendido y regresó en 2021, sin ascenso, funcionando como una liga para clubes aficionados y formativos de todo el país.
El actual campeón es Equipo Azul de Valledupar, ganador de la edición de 2024.
Actualmente se encuentra en estudio profesionalizar la categoría y el ascenso a segunda división. 

## Historia

### Antecedentes
La Primera C de Colombia fue creada en 1991, simultáneamente con la segunda división, como parte de un sistema que buscaba fortalecer el fútbol colombiano. En su primera edición, participaron equipos amateur y filiales de clubes profesionales, aunque no ofreció ascenso a la segunda división.
A lo largo de los años, surgieron situaciones particulares cuando los equipos reserva ganaban el torneo. En 1993, las divisiones inferiores del Unión Magdalena se coronó campeona, pero, al no poder ascender directamente, cedió su ficha para formar al Deportivo Samarios, que participó en la Primera B 1994. Un caso similar ocurrió en 1996, cuando las divisiones menores del América de Cali ganaron el torneo y la ficha fue comprada por Atlético Buenaventura, que ascendió en 1997. En 1998, América volvió a ser campeón y su ficha fue vendida al Palmira F.C., que ascendió para la temporada de 1999.
Sin embargo, el descenso en esta categoría generó polémicas. Real Cartagena, último en la temporada 1995-96, debió perder su estatus profesional e ingresar al fútbol amateur, pero la medida fue revocada para evitar que clubes históricos afiliados a la Dimayor perdieran su condición profesional. Este precedente también salvó al Cúcuta Deportivo en 1999.
En 2001, debido al debilitamiento del torneo, el campeón, filial del Independiente Medellín, no ascendió directamente. La solución fue integrar las reservas de equipos de la Primera A en la Primera B, eliminando el sistema de ascenso entre la tercera y la segunda división.
Algunos clubes profesionales surgieron de la Primera C. Deportivo Pasto obtuvo su categoría profesional en un concurso tras la ampliación de la Primera B.  La Equidad y Boyacá Chicó también lograron ascender mediante la compra de fichas.
El torneo, organizado por Difutbol, continuó hasta 2010, con premios económicos pero sin impacto deportivo. En 2014 se intentó revivirlo con el Torneo Sub-23, que desapareció al año siguiente por falta de acuerdo con la rama profesional.

### Posible regreso en 2020 y marcha atrás
Después de una asamblea extraordinaria de la División Mayor del Fútbol Colombiano (Dimayor) el 12 de diciembre de 2017, el entonces presidente de la entidad, Jorge Perdomo, anunció la posibilidad de revivir la Primera C en un plazo de dos o tres años. El proyecto contemplaba la participación de equipos del Campeonato Sub-20 de la Federación Colombiana de Fútbol y clubes filiales de los 36 equipos afiliados a la Dimayor, con una inversión estimada de 4.000 millones de pesos colombianos.
En la Supercopa Juvenil FCF 2018, se implementó un sistema de ascenso y descenso entre las categorías Sub-20 A y B, con 60 clubes en la Categoría A y un esquema que permitía el descenso de los últimos 10 a la Categoría B, mientras que los primeros 10 de esta ascendían. Este formato buscaba sentar las bases para una futura Primera C Profesional en 2020, con ascenso directo a la Primera B.
Sin embargo, con la llegada de Jorge Enrique Vélez a la presidencia de Dimayor, el proyecto fue descartado. Vélez argumentó que los costos asociados con la implementación y sostenimiento de una tercera división profesional eran demasiado elevados, lo que cerró la puerta a la reactivación de la Primera C.

### Interés del gobierno y propuestas para el regreso
El 11 de diciembre de 2020 el presidente Iván Duque ordenó al ministro del deporte, Ernesto Lucena que iniciara un proceso con Dimayor y FCF para reactivar el torneo de Primera C en el país, con el fin de que el fútbol se expanda hasta ciudades intermedias. Por esto se convocó una audiencia pública en la Cámara de Representantes donde citaron a los tres entes que manejan el fútbol colombiano, algunos gremios de interés y se expusieron varias propuestas.
El exfutbolista y abogado Andrés Felipe Guapacha Orozco, quien militó en Deportivo Pereira, Deportes Quindío, Envigado, Pasto y La Paz (Bolivia), impulsó la creación de la "Asociación de Clubes Colombianos de Fútbol Aficionado" (ACCFA) en 2020, con el fin de promover ante la Federación Colombiana de Fútbol, la Difutbol y Dimayor, la Primera C como categoría semiprofesional y establecer en un futuro un sistema de ligas de cinco divisiones en pro de defender los derechos de participación de los clubes aficionados que hay en Colombia. La propuesta incluye en 2024, tener una tercera división con 120 equipos (84 equipos aficionados y 36 filiales de los equipos profesionales); la cuarta división, sub-22, contaría con 270 equipos peleando por 10 ascensos a Primera C. La quinta división, sub-21, estaría abierta a todos los equipos que puedan pagar la inscripción que jugarían por 40 ascensos.
Por otro lado, Jesús Alberto Ramírez un dirigente deportivo, radicó ante la Federación Colombiana de Fútbol una propuesta donde se planea contar con cinco divisiones en el rentado nacional. Se propone una tercera división con 40 equipos cuyas fichas tengan un valor de 1500 millones de pesos, una cuarta categoría con 80 nuevos clubes con un valor de 750 millones, y en el último escaño 120 equipos aficionados que deberían pagar 350 millones de pesos.
Otra propuesta, liderada por Daniel Pabón y Hernando Arias, incluye la creación de 3 divisiones adicionales en Colombia. La Primera C, funcionaría como categoría semiprofesional y estaría compuesta por 24 equipos, una Primera D con 80 equipos y una Primera E organizada por las 34 ligas departamentales cuyo número de participantes oscilaría entre 272 y 680 dependiendo de los equipos inscritos en cada departamento. Entre los requisitos estaría contar con un estadio de 4000 espectadores para el tercer nivel, 2000 para el cuarto y 1000 para el quinto. Adicionalmente, se propone entregar 10 cupos a 10 municipios que son importantes futbolísticamente como Quibdó, Tumaco, Sincelejo, Yopal, Popayán, Riohacha, Buenaventura, Apartadó, Mocoa y Florencia.

### Regreso en 2021
La División Aficionada del Fútbol Colombiano confirmó el regreso de la Categoría Primera C el 12 de abril de 2021, con la apertura de inscripciones para el torneo que comenzaría el 15 de mayo de ese mismo año. Inicialmente, se planteó que el campeón de la Primera C participara en la Primera B durante la temporada 2022. Además, a partir de 2023, se implementaría un sistema de dos ascensos y dos descensos entre ambas categorías. Sin embargo, Dimayor no aprobó este intercambio, por lo que el torneo permanece desconectado del sistema de ligas profesionales en Colombia.

### Proyecto en 2025
En la asamblea de la Federación Colombiana de Fútbol (FCF) del 11 de marzo de 2025, presidida por Ramón Jesurún, se aprobó el proyecto para la creación de la Primera C en el fútbol colombiano. Sin embargo, aún quedan por definir detalles clave sobre su implementación.

## Historial de campeones
Puede haber diferencias con otras fuentes.
| Año                                   | Campeón(*)                                     | Resultados final                 | Subcampeón                                 | Sedes                            | Sedes                            |
| Campeonato Nacional de Primera C      | Campeonato Nacional de Primera C               | Campeonato Nacional de Primera C | Campeonato Nacional de Primera C           | Campeonato Nacional de Primera C | Campeonato Nacional de Primera C |
| ------------------------------------- | ---------------------------------------------- | -------------------------------- | ------------------------------------------ | -------------------------------- | -------------------------------- |
| 1991                                  | Millonarios "B" (1) · Bogotá, D. C.            | Cuadrangular Final.              | Deportes Dinastía "B" · Caldas             | Villavicencio, Meta              |                                  |
| 1993                                  | Unión Magdalena "B" (1) · Magdalena            | Cuadrangular Final               | América de Cali "B" · Valle del Cauca      | Cali, Valle del Cauca            |                                  |
| 1994                                  | Ferro Club (1) · Risaralda                     | Cuadrangular Final               | Millonarios "B" · Bogotá, D. C.            | Bogotá                           |                                  |
| 1995                                  | Cooperamos Tolima (1) · Tolima                 | Cuadrangular Final               | La Equidad · Bogotá, D. C.                 | Pasto, Nariño                    |                                  |
| 1996                                  | América de Cali "B" (1) · Valle del Cauca      | Cuadrangular Final.              | Milán F. C. · Valle del Cauca              | Buenaventura, Valle del Cauca    |                                  |
| 1997                                  | Escuela Carlos Sarmiento (1) · Valle del Cauca | Cuadrangular Final.              | América de Cali "B" · Valle del Cauca      | Medellín, Antioquia              |                                  |
| 1998                                  | América de Cali "B" (2) · Valle del Cauca      | Cuadrangular Final.              | Junior "B" · Atlántico                     | Barranquilla, Atlántico          |                                  |
| 1999                                  | Deportivo Pereira "B" (1) · Risaralda          | Cuadrangular Final.              | La Equidad · Bogotá, D. C.                 | Barranquilla, Atlántico          |                                  |
| 2000                                  | El Cerrito F.C. (1) · Valle del Cauca          | Cuadrangular Final               | Atlético Bucaramanga "B" · Santander       |                                  |                                  |
| 2001                                  | Independiente Medellín "B" (1) · Antioquia     | Cuadrangular Final               | Deportivo Pereira "B" · Risaralda          |                                  |                                  |
| Torneo Interclubes Primera C          |                                                |                                  |                                            |                                  |                                  |
| 2002                                  | Expreso Rojo (1) · Bolívar                     | Cuadrangular Final.              | Once Caldas "B" · Caldas                   | Cali, Valle del Cauca            |                                  |
| 2003                                  | Once Caldas "B" (1) · Caldas                   | Cuadrangular Final.              | Millonarios "B" · Bogotá, D. C.            | Manizales, Caldas                |                                  |
| 2004                                  | Deportivo Cali "B" (1) · Valle del Cauca       | Cuadrangular Final.              | Escuela Carlos Sarmiento · Valle del Cauca |                                  |                                  |
| 2005                                  | La Tebaida F. C. (1) · Quindío                 | Cuadrangular Final.              | Desconocido · Colombia                     | Ipiales, Nariño                  |                                  |
| 2006                                  | Paz y Futuro F. C. (1) · Norte de Santander    | Cuadrangular Final.              | Santa Fe "B" · Bogotá, D. C.               |                                  |                                  |
| 2007                                  | Boca Juniors (1) · Atlántico                   | Cuadrangular Final.              | Alianza Llanos · Meta                      | Barranquilla, Atlántico          |                                  |
| 2008                                  | Millonarios "B" (2) · Bogotá, D. C.            | Cuadrangular Final.              | Palmares F. C. · Casanare                  | Villanueva, Casanare             |                                  |
| 2009                                  | Palmares F. C. (1) · Casanare                  | Cuadrangular Final.              | Boca Juniors · Sucre                       | Villanueva, Casanare             |                                  |
| 2010                                  | Electrohuila F. C. (1) · Huila                 | Cuadrangular Final.              | Universidad Autónoma F. C. · Atlántico     | Sincelejo, Sucre                 |                                  |
| Torneo Nacional Interclubes Primera C |                                                |                                  |                                            |                                  |                                  |
| 2021 Detalles                         | Filipenses (1) · Antioquia                     | 1:1 2:1                          | Unión Pacífico Sur · Nariño                | Turbo y Tumaco                   |                                  |
| 2022 Detalles                         | Total Soccer (1) · Antioquia                   | 1:2 2:1 (5:4 pen.)               | Equipo Azul · Cesar                        | Medellín y Valledupar            |                                  |
| 2023 Detalles                         | Total Soccer (2) · Antioquia                   | 2:0 2:1                          | Ciamen F. C. · Norte de Santander          | Cúcuta y Medellín                |                                  |
| 2024 Detalles                         | Equipo Azul (1) · Cesar                        | 0:1 3:0                          | Tigres "B" · Bogotá, D. C.                 | Valledupar y Bogotá              |                                  |
| 2025 Detalles                         |                                                |                                  |                                            |                                  |                                  |

## Palmarés

### Títulos por equipo
| Club                       | Títulos | Subcampeón | Años campeón | Años subcampeón |
| -------------------------- | ------- | ---------- | ------------ | --------------- |
| Millonarios "B"            | 2       | 2          | 1991, 2008   | 1994, 2003      |
| América de Cali "B"        | 2       | 2          | 1996, 1998   | 1993, 1997      |
| Total Soccer               | 2       | 0          | 2022, 2023   |                 |
| Unión Magdalena "B"        | 1       | 0          | 1993         |                 |
| Ferro Club                 | 1       | 0          | 1994         |                 |
| Cooperamos Tolima          | 1       | 0          | 1995         |                 |
| Escuela Carlos Sarmiento   | 1       | 1          | 1997         | 2004            |
| Deportivo Pereira "B"      | 1       | 1          | 1999         | 2001            |
| El Cerrito F. C.           | 1       | 0          | 2000         |                 |
| Independiente Medellín "B" | 1       | 0          | 2001         |                 |
| Expreso Rojo               | 1       | 0          | 2002         |                 |
| Once Caldas "B"            | 1       | 1          | 2003         | 2002            |
| Deportivo Cali "B"         | 1       | 0          | 2004         |                 |
| La Tebaida F. C.           | 1       | 0          | 2005         |                 |
| Paz y Futuro F. C.         | 1       | 0          | 2006         |                 |
| Boca Juniors               | 1       | 0          | 2007         |                 |
| Palmares F. C.             | 1       | 1          | 2009         | 2008            |
| Equipo Azul                | 1       | 1          | 2024         | 2022            |
| Electrohuila               | 1       | 0          | 2010         |                 |
| Filipenses                 | 1       | 0          | 2021         |                 |
| La Equidad                 | 0       | 2          |              | 1995, 1999      |
| Deportes Dinastía "B"      | 0       | 1          |              | 1991            |
| Milán F. C.                | 0       | 1          |              | 1996            |
| Junior "B"                 | 0       | 1          |              | 1998            |
| Atlético Bucaramanga "B"   | 0       | 1          |              | 2000            |
| Santa Fe "B"               | 0       | 1          |              | 2006            |
| Alianza Llanos             | 0       | 1          |              | 2007            |
| Boca Juniors               | 0       | 1          |              | 2009            |
| Universidad Autónoma       | 0       | 1          |              | 2010            |
| Unión Pacífico Sur         | 0       | 1          |              | 2021            |
| Ciamen FC                  | 0       | 1          |              | 2023            |
| Tigres "B"                 | 0       | 1          |              | 2024            |

### Títulos por departamento
| Departamento       | Títulos | Subcampeón | Años campeón                 | Años subcampeón                    |
| ------------------ | ------- | ---------- | ---------------------------- | ---------------------------------- |
| Valle del Cauca    | 5       | 4          | 1996, 1997, 1998, 2000, 2004 | 1993, 1996, 1997, 2004             |
| Antioquia          | 4       | 0          | 2001, 2021, 2022, 2023       |                                    |
| Bogotá, D. C.      | 2       | 6          | 1991, 2008                   | 1994, 1995, 1999, 2003, 2006, 2024 |
| Risaralda          | 2       | 1          | 1994, 1999                   | 2001                               |
| Caldas             | 1       | 2          | 2003                         | 1991, 2002                         |
| Atlántico          | 1       | 2          | 2007                         | 1998, 2010                         |
| Casanare           | 1       | 1          | 2009                         | 2008                               |
| Norte de Santander | 1       | 1          | 2006                         | 2023                               |
| Cesar              | 1       | 1          | 2024                         | 2022                               |
| Tolima             | 1       | 0          | 1995                         |                                    |
| Magdalena          | 1       | 0          | 1993                         |                                    |
| Bolívar            | 1       | 0          | 2002                         |                                    |
| Quindío            | 1       | 0          | 2005                         |                                    |
| Huila              | 1       | 0          | 2010                         |                                    |
| Santander          | 0       | 1          |                              | 2000                               |
| Meta               | 0       | 1          |                              | 2007                               |
| Sucre              | 0       | 1          |                              | 2009                               |
| Nariño             | 0       | 1          |                              | 2021                               |

| Bicampeonatos | Bicampeonatos | Bicampeonatos | Bicampeonatos |
| Club          | Veces         | Años campeón  |               |
| ------------- | ------------- | ------------- | ------------- |
| Total Soccer  | 1             | 2022 y 2023   |               |